# Крюгер Грей, Джордж
Эдвард Джордж Крюгер Грэй (1880—1943) — английский художник и медальер.
- Им разработан дизайн реверса всех монет Австралии (второй набор валют), используемых с 1937 года до перехода в десятичную систему в 1966 году: полпенни, Пенни, три пенса, шесть пенсов, шиллинг, флорин и кроны. Кроме того, он разработал реверс памятных флоринов 1927 и 1935 года.
- Для Канады — реверс One Cent, и пять центов (никель), которые находились в постоянном использовании с 1937 года, за исключением выпусков специальной чеканки. Он также разработал реверс 50 центов — монеты используемой с 1937 по 1958 год.
- Для Кипра — реверс выпуска 1938—1940 гг. монет номиналом 9 пиастров и 18 пиастров, 1928 г. 4 и 1 / 2 пиастров и флорин 1947—1949 гг..
- В Великобритании — реверс выпускавшихся в 1927—1945 гг. серебряных монет: 3 пенса, 1927—1952 гг. шесть пенсов, 1927—1936 гг. шиллинг, как шотландского, так и английского типа 1937—1952 гг. шиллинг, флорин 1927—1952 гг., 1927—1952 гг. полкроны, 1927—1936 кроны (за исключением Юбилейной кроны 1935 г.) и Коронационной кроны 1937 г.
- Для Джерси — реверс монет номиналом 1/12 часть шиллинга и 1/24 часть шиллинга 1927—1952 гг.
- Для Маврикия — реверс 1 цента, 2 центов, 5 центов и 10 центов выпускавшихся в 1937−1978 гг., а также монеты номиналом 1 / 4, 1 / 2 и 1 рупия 1942—1978 гг.
- Для Новой Гвинее — реверс 1 пенса, 3 пенса, 6 пенсов и шиллинг, выпускавшихся в 1936—1944 гг.
- Для Новой Зеландии — реверс 1 / 2 Penny 1937—1965 гг., 1 Пенни 1937—1965 гг., 3 пенса, 6 пенсов, шиллинг, флорин, и половина кроны обратном 1933—1965.
- Для Южной Африки он — реверс ¼ Penny), ½ Penny, 1 Penny, 3 пенса, 6 пенсов, шиллинг, флорин, а также «2 шиллинга 6 пенсов» 1923—1960 гг., реверс «5 шиллингов» 1947 г. и 1951 г., позднее также используемый в 1953−1960 гг.
- Для Южной Родезии он разработал реверс монет номиналом 3 пенса 1932—1952 гг., 6 пенсов 1932—1952 гг., 1 шиллинг 1937—1952 гг., 2 шиллинга 1937—1954 гг. и пол кроны 1937—1952 гг.